# Herman Adlercreutz
Carl Herman Thomas Adlercreutz, född 10 april 1932 i Helsingfors, död där 26 oktober 2014, var en finländsk läkare. Han var son till Erik Adlercreutz.

## Biografi
Efter studentexamen 1950 blev Adlercreutz medicine kandidat 1953, medicine licentiat 1958 och medicine och kirurgie doktor 1963 på avhandlingen Studies on Oestrogen Excretion in Human Bile. Han var assistentläkare vid fjärde medicinska kliniken vid Helsingfors universitet 1961–1964, biträdande professor i klinisk kemi vid Helsingfors universitet 1965–1969 och professor samt överläkare vid Mejlans sjukhus laboratorium 1969–1997. Han var forskarprofessor 1983–1988.
Adlercreutz var 1993–1998 ordförande för Samfundet Folkhälsan och blev 1996 chef för Samfundet Folkhälsans forskningscentrum. Han blev känd för sina forskning över östrogener, bland annat fytoöstrogener, fibrernas roll i kosten och hormonbalansen och sambandet mellan diet och cancer.

## Utmärkelser
- Riddartecknet av I klass av Finlands Vita Ros’ orden,  1983[3]
- Finlands idrottskulturs förtjänstkors[3]

[Redigera Wikidata]